# Liste des épisodes de Côte Ouest

Cette page recense la liste des épisodes du feuilleton télévisé Côte Ouest.

## Saison 1 (1979-1980)
| №  | #  | Titre francophone et original                                  | Réalisation | Scénario | Première diffusion | Diffusion en France |
| -- | -- | -------------------------------------------------------------- | ----------- | -------- | ------------------ | ------------------- |
| 1  | 1  | L'arrivée Pilot                                                |             |          | 27 décembre 1979   | 12 avril 1988       |
| 2  | 2  | L'esprit de communauté Community Spirit                        |             |          | 3 janvier 1980     | 13 avril 1988       |
| 3  | 3  | Les solutions Let Me Count the Ways                            |             |          | 10 janvier 1980    | 14 avril 1988       |
| 4  | 4  | Le mensonge The Lie                                            |             |          | 17 janvier 1980    | 15 avril 1988       |
| 5  | 5  | Le cercle brisé Will the Circle Be Unbroken                    |             |          | 24 janvier 1980    | 18 avril 1988       |
| 6  | 6  | Le refuge Home is for Healing                                  |             |          | 31 janvier 1980    | 19 avril 1988       |
| 7  | 7  | Terre de liberté Land of the free                              |             |          | 7 février 1980     | 20 avril 1988       |
| 8  | 8  | Les épouses Civil Wives                                        |             |          | 14 février 1980    | 21 avril 1988       |
| 9  | 9  | L'alliance The Constant Companion                              |             |          | 21 février 1980    | 22 avril 1988       |
| 10 | 10 | Petites surprises Small Surprises                              |             |          | 6 mars 1980        | 25 avril 1988       |
| 11 | 11 | Le courage Courageous Convictions                              |             |          | 13 mars 1980       | 26 avril 1988       |
| 12 | 12 | Jusqu’à la lie (Première partie) Bottom of the Bottle (part 1) |             |          | 20 mars 1980       | 27 avril 1988       |
| 13 | 13 | Jusqu’à la lie (Deuxième partie) Bottom of the Bottle (part 2) |             |          | 27 mars 1980       | 28 avril 1988       |

## Saison 2 (1980-1981)
| №  | #  | Titre francophone et original                 | Réalisation | Scénario | Première diffusion | Diffusion en France |
| -- | -- | --------------------------------------------- | ----------- | -------- | ------------------ | ------------------- |
| 14 | 1  | En route (Première partie) Hitchhike (Part 1) |             |          | 20 novembre 1980   | 29 avril 1988       |
| 15 | 2  | En route (Deuxième partie) Hitchhike (Part 2) |             |          | 27 novembre 1980   | 2 mai 1988          |
| 16 | 3  | Le bon temps Remember the Good Times          |             |          | 4 décembre 1980    | 3 mai 1988          |
| 17 | 4  | La chance de sa vie Chance of a Lifetime      |             |          | 11 décembre 1980   | 4 mai 1988          |
| 18 | 5  | Kristine Kristin                              |             |          | 18 décembre 1980   | 5 mai 1988          |
| 19 | 6  | Premier pas Step One                          |             |          | 1er janvier 1981   | 6 mai 1988          |
| 20 | 7  | Le doute Breach of Faith                      |             |          | 8 janvier 1981     | 9 mai 1988          |
| 21 | 8  | La vie quotidienne Scapegoats                 |             |          | 15 janvier 1981    | 10 mai 1988         |
| 22 | 9  | Problème de famille A Familly Matter          |             |          | 22 janvier 1981    | 11 mai 1988         |
| 23 | 10 | Les choix Choices                             |             |          | 29 janvier 1981    | 12 mai 1988         |
| 24 | 11 | Un état d'esprit A State of Mind              |             |          | 5 février 1981     | 13 mai 1988         |
| 25 | 12 | Les joueurs Players                           |             |          | 12 février 1981    | 16 mai 1988         |
| 26 | 13 | Paroles The Loudest Word                      |             |          | 19 février 1981    | 17 mai 1988         |
| 27 | 14 | Le moment de vérité Moments of Truth          |             |          | 26 février 1981    | 18 mai 1988         |
| 28 | 15 | L'homme de l'heure Man of the Hour            |             |          | 12 mars 1981       | 19 mai 1988         |
| 29 | 16 | Plus que des amis More than Friends           |             |          | 19 mars 1981       | 20 mai 1988         |
| 30 | 17 | Le style Designs                              |             |          | 26 mars 1981       | 23 mai 1988         |
| 31 | 18 | Drôle de jeu Squeezeplay                      |             |          | 2 avril 1981       | 24 mai 1988         |

## Saison 3 (1981-1982)
| №  | #  | Titre francophone et original                | Réalisation | Scénario | Première diffusion | Diffusion en France |
| -- | -- | -------------------------------------------- | ----------- | -------- | ------------------ | ------------------- |
| 32 | 1  | Surveillance The Vigil                       |             |          | 12 novembre 1981   | 25 mai 1988         |
| 33 | 2  | État critique Critical Condition             |             |          | 16 novembre 1981   | 26 mai 1988         |
| 34 | 3  | La relève Aftermath                          |             |          | 26 novembre 1981   | 27 mai 1988         |
| 35 | 4  | L'emménagement Moving In                     |             |          | 3 décembre 1981    | 30 mai 1988         |
| 36 | 5  | La surprise The Surprise                     |             |          | 10 décembre 1981   | 31 mai 1988         |
| 37 | 6  | Unique en son genre One of a Kind            |             |          | 17 décembre 1981   | 1 juin 1988         |
| 38 | 7  | Secrets                                      |             |          | 24 décembre 1981   | 2 juin 1988         |
| 39 | 8  | Malentendus Mistaken Motives                 |             |          | 7 janvier 1982     | 3 juin 1988         |
| 40 | 9  | Les épines de la rose The Rose and the briar |             |          | 14 janvier 1982    | 6 juin 1988         |
| 41 | 10 | Les trois sœurs The Three Sisters            |             |          | 21 janvier 1982    | 7 juin 1988         |
| 42 | 11 | Le pouvoir Power Play                        |             |          | 28 janvier 1982    | 8 juin 1988         |
| 43 | 12 | Les possibilités Possibilities               |             |          | 11 février 1982    | 9 juin 1988         |
| 44 | 13 | La grande réunion Reunion                    |             |          | 18 février 1982    | 10 juin 1988        |
| 45 | 14 | Ça c'est du sport Cricket                    |             |          | 4 mars 1982        | 13 juin 1988        |
| 46 | 15 | Les meilleures intentions Best Intentions    |             |          | 11 mars 1982       | 14 juin 1988        |
| 47 | 16 | Un nouveau départ Silver Shadows             |             |          | 25 mars 1982       | 15 juin 1988        |
| 48 | 17 | Le quotidien Letting Go                      |             |          | 1 avril 1982       | 16 juin 1988        |
| 49 | 18 | Exposition Exposé                            |             |          | 8 avril 1982       | 17 juin 1988        |
| 50 | 19 | La nuit Night                                |             |          | 15 avril 1982      | 20 juin 1988        |
| 51 | 20 | Escapades Acts of Love                       |             |          | 22 avril 1982      | 21 juin 1988        |
| 52 | 21 | Les poupées chinoises China Dolls            |             |          | 29 avril 1982      | 22 juin 1988        |
| 53 | 22 | Vivre dangereusement Living Dangerously      |             |          | 6 mai 1982         | 23 juin 1988        |

## Saison 4 (1982-1983)
| №  | #  | Titre francophone et original             | Réalisation | Scénario | Première diffusion | Diffusion en France |
| -- | -- | ----------------------------------------- | ----------- | -------- | ------------------ | ------------------- |
| 54 | 1  | Un nouveau jour A brand New Day           |             |          | 30 septembre 1982  | 24 juin 1988        |
| 55 | 2  | Daniel                                    |             |          | 7 octobre 1982     | 27 juin 1988        |
| 56 | 3  | États d'âmes Encounters                   |             |          | 14 octobre 1982    | 28 juin 1988        |
| 57 | 4  | Question de voisinage Svengali            |             |          | 21 octobre 1982    | 29 juin 1988        |
| 58 | 5  | Difficultés en tous genres Catharsis      |             |          | 28 octobre 1982    | 30 juin 1988        |
| 59 | 6  | Tout peut recommencer New Beginnings      |             |          | 29 octobre 1982    | 1er juillet 1988    |
| 60 | 7  | Investissements Investments               |             |          | 4 novembre 1982    | 4 juillet 1988      |
| 61 | 8  | L'intermédiaire Man in the Middle         |             |          | 18 novembre 1982   | 5 juillet 1988      |
| 62 | 9  | Un secret bien gardé The Best Kept Secret |             |          | 2 décembre 1982    | 6 juillet 1988      |
| 63 | 10 | Panique à bord Emergency                  |             |          | 9 décembre 1982    | 7 juillet 1988      |
| 64 | 11 | Le choix d'Abigail Abby's Choice          |             |          | 16 décembre 1982   | 8 juillet 1988      |
| 65 | 12 | La fête au village The Block Party        |             |          | 30 décembre 1982   | 11 juillet 1988     |
| 66 | 13 | La libération Cutting the Ties that Bind  |             |          | 6 janvier 1983     | 12 juillet 1988     |
| 67 | 14 | Et ça fait trois And Teddy Makes Three    |             |          | 13 janvier 1983    | 13 juillet 1988     |
| 68 | 15 | Il faut tenir To Have and to Hold         |             |          | 20 janvier 1983    | 14 juillet 1988     |
| 69 | 16 | Une nouvelle famille A New Family         |             |          | 27 janvier 1983    | 15 juillet 1988     |
| 70 | 17 | Le lendemain qui chante The Morning After |             |          | 3 février 1983     | 18 juillet 1988     |
| 71 | 18 | Célébration Celebration                   |             |          | 10 février 1983    | 19 juillet 1988     |
| 72 | 19 | La fin de l'innocence Loss of Innocence   |             |          | 17 février 1983    | 20 juillet 1988     |
| 73 | 20 | Le coup fatal The Fatal Blow              |             |          | 24 février 1983    | 21 juillet 1988     |
| 74 | 21 | La preuve The Burden of Proof             |             |          | 3 mars 1983        | 22 juillet 1988     |
| 75 | 22 | Victimes consentantes Willing Victims     |             |          | 10 mars 1983       | 25 juillet 1988     |

## Saison 5 (1983-1984)
| №   | #  | Titre francophone et original                        | Réalisation | Scénario | Première diffusion | Diffusion en France |
| --- | -- | ---------------------------------------------------- | ----------- | -------- | ------------------ | ------------------- |
| 76  | 1  | Procès The People vs. Gary Ewing                     |             |          | 29 septembre 1983  | 26 juillet 1988     |
| 77  | 2  | Les fugitifs Fugitives                               |             |          | 6 octobre 1983     | 27 juillet 1988     |
| 78  | 3  | Nulle part où aller Nowhere to Run                   |             |          | 13 octobre 1983    | 28 juillet 1988     |
| 79  | 4  | Les avantages du mariage Marital Privilege           |             |          | 20 octobre 1983    | 29 juillet 1988     |
| 80  | 5  | Une certaine justice One Kind of Justice             |             |          | 27 octobre 1983    | 1er aout 1988       |
| 81  | 6  | L'impensable ...And Never brought to Mind            |             |          | 3 novembre 1983    | 2 aout 1988         |
| 82  | 7  | Les vœux sacrés Sacred Vows                          |             |          | 10 novembre 1983   | 3 aout 1988         |
| 83  | 8  | Nouvel amour A Change of Heart                       |             |          | 17 novembre 1983   | 4 aout 1988         |
| 84  | 9  | L'appel de l'argent Money Talks                      |             |          | 24 novembre 1983   | 5 aout 1988         |
| 85  | 10 | Le retour Homecoming                                 |             |          | 1er décembre 1983  | 8 aout 1988         |
| 86  | 11 | Volte-Face I'll Tell You No Lies /                   |             |          | 8 décembre 1983    | 9 aout 1988         |
| 87  | 12 | Démentis Denials                                     |             |          | 15 décembre 1983   | 10 aout 1988        |
| 88  | 13 | Témoins Witness                                      |             |          | 22 décembre 1983   | 11 aout 1988        |
| 89  | 14 | Les secrets révélés Secrets Cry Aloud                |             |          | 29 décembre 1983   | 12 aout 1988        |
| 90  | 15 | Abandon Forsaking All Others                         |             |          | 5 janvier 1984     | 15 aout 1988        |
| 91  | 16 | Des différences compatibles Reconcilable Différences |             |          | 12 janvier 1984    | 16 aout 1988        |
| 92  | 17 | Seconde chance Second Chances                        |             |          | 19 janvier 1984    | 17 aout 1988        |
| 93  | 18 | Dites la vérité Let the Truth Be Known               |             |          | 2 février 1984     | 18 aout 1988        |
| 94  | 19 | Tu récolteras ce que tu sèmes So Shall You Reap      |             |          | 19 février 1984    | 19 aout 1988        |
| 95  | 20 | Idéaux High Ideals                                   |             |          | 16 février 1984    | 22 aout 1988        |
| 96  | 21 | Amères récoltes No Trumpets, No Drums                |             |          | 23 février 1984    | 23 aout 1988        |
| 97  | 22 | Missions secrètes Silent Missions                    |             |          | 1er mars 1984      | 24 aout 1988        |
| 98  | 23 | Touche finale Finishing Touches                      |             |          | 8 mars 1984        | 25 aout 1988        |
| 99  | 24 | Il a plu hier Yesterday it Rained                    |             |          | 22 mars 1984       | 26 aout 1988        |
| 100 | 25 | Négociations Negotiations                            |             |          | 29 mars 1984       | 29 aout 1988        |

## Saison 6 (1984-1985)
| №   | #  | Titre francophone et original                          | Réalisation | Scénario | Première diffusion | Diffusion en France |
| --- | -- | ------------------------------------------------------ | ----------- | -------- | ------------------ | ------------------- |
| 101 | 1  | Le temps c'est de l'argent Buying Time                 |             |          | 4 octobre 1984     | 30 aout 1988        |
| 102 | 2  | Risques calculés Calculated Risks                      |             |          | 18 octobre 1984    | 31 aout 1988        |
| 103 | 3  | Cessez le feu Hanging Fire                             |             |          | 25 octobre 1984    | 1er septembre 1988  |
| 104 | 4  | Contrat avec le destin A Little Help                   |             |          | 1er novembre 1984  | 2 septembre 1988    |
| 105 | 5  | Ipso facto                                             |             |          | 8 novembre 1984    | 5 septembre 1988    |
| 106 | 6  | La vérité Truth and Conséquences                       |             |          | 15 novembre 1984   | 6 septembre 1988    |
| 107 | 7  | Laissez-moi le raccompagner Love to Take You Home      |             |          | 22 novembre 1984   | 7 septembre 1988    |
| 108 | 8  | On ne sait jamais Tomorrow Never Knows                 |             |          | 29 novembre 1984   | 8 septembre 1988    |
| 109 | 9  | Rencontre We Gather Together                           |             |          | 6 décembre 1984    | 9 septembre 1988    |
| 110 | 10 | S.O.S. Message in a Bottle                             |             |          | 13 décembre 1984   | 12 septembre 1988   |
| 111 | 11 | L'éloignement Distant Locations                        |             |          | 20 décembre 1984   | 13 septembre 1988   |
| 112 | 12 | Territoire inconnu Uncharted Territory                 |             |          | 27 décembre 1984   | 14 septembre 1988   |
| 113 | 13 | Le poids du mal Weighing of Evils                      |             |          | 3 janvier 1985     | 15 septembre 1988   |
| 114 | 14 | Avec une balle With a Bullet                           |             |          | 10 janvier 1985    | 16 septembre 1988   |
| 115 | 15 | Information confidentielle Inside Information          |             |          | 17 janvier 1985    | 19 septembre 1988   |
| 116 | 16 | Souvenirs Out of the Past                              |             |          | 24 janvier 1985    | 20 septembre 1988   |
| 117 | 17 | Épouse-moi Lead Me to the Altar                        |             |          | 31 janvier 1985    | 21 septembre 1988   |
| 118 | 18 | Rentre à la maison Fly Away Home                       |             |          | 7 février 1985     | 22 septembre 1988   |
| 119 | 19 | Esquisses Rough Edges                                  |             |          | 14 février 1985    | 23 septembre 1988   |
| 120 | 20 | L'habit de l'empereur The Emperor's Clothes            |             |          | 21 février 1985    | 26 septembre 1988   |
| 121 | 21 | Le déluge The Deluge                                   |             |          | 28 février 1985    | 27 septembre 1988   |
| 122 | 22 | Un morceau de tarte A Pièce of the Pie                 |             |          | 7 mars 1985        | 28 septembre 1988   |
| 123 | 23 | L'arbre et la forêt The Forest for the Trees           |             |          | 21 mars 1985       | 29 septembre 1988   |
| 124 | 24 | Un homme de bonne volonté A Man of Good Will           |             |          | 28 mars 1985       | 30 septembre 1988   |
| 125 | 25 | Pour le meilleur et pour le pire For Better, For Worse |             |          | 4 avril 1985       | 3 octobre 1988      |
| 126 | 26 | Quatre, c'est pas un cadeau Four, No Trump             |             |          | 11 avril 1985      | 4 octobre 1988      |
| 127 | 27 | Le prix à payer A Price to Pay                         |             |          | 2 mai 1985         | 5 octobre 1988      |
| 128 | 28 | Un jour parmi d'autres One Day in a Row                |             |          | 9 mai 1985         | 6 octobre 1988      |
| 129 | 29 | Vulnérable Vulnerable                                  |             |          | 16 mai 1985        | 7 octobre 1988      |
| 130 | 30 | Une longue route The Long and Winding Road             |             |          | 23 mai 1985        | 10 octobre 1988     |

## Saison 7 (1985-1986)
| №   | #  | Titre francophone et original                       | Réalisation | Scénario | Première diffusion | Diffusion en France |
| --- | -- | --------------------------------------------------- | ----------- | -------- | ------------------ | ------------------- |
| 131 | 1  | Le jour le plus long The Longest Day                |             |          | 26 septembre 1985  | 11 octobre 1988     |
| 132 | 2  | Dans mes bras Here in My Arms                       |             |          | 3 octobre 1985     | 12 octobre 1988     |
| 133 | 3  | Quand le chat n'est pas là While the Cat's Away     |             |          | 10 octobre 1985    | 13 octobre 1988     |
| 134 | 4  | Le baptême The Christening                          |             |          | 17 octobre 1985    | 14 octobre 1988     |
| 135 | 5  | La promenade A Little Assistance                    |             |          | 24 octobre 1985    | 17 octobre 1988     |
| 136 | 6  | La question de confiance A Question of Trust        |             |          | 31 octobre 1985    | 18 octobre 1988     |
| 137 | 7  | Réveils Awakenings                                  |             |          | 7 novembre 1985    | 19 octobre 1988     |
| 138 | 8  | Cliché d'un mariage Pictures at a Wedding           |             |          | 14 novembre 1985   | 20 octobre 1988     |
| 139 | 9  | Jusqu’à ce que la mort... Until Parted by Death     |             |          | 21 novembre 1985   | 21 octobre 1988     |
| 140 | 10 | Fortune et déclin Rise and Fall                     |             |          | 5 décembre 1985    | 24 octobre 1988     |
| 141 | 11 | Eloges To Sing His Praise                           |             |          | 12 décembre 1985   | 25 octobre 1988     |
| 142 | 12 | Tout va bien All's Well                             |             |          | 19 décembre 1985   | 26 octobre 1988     |
| 143 | 13 | Contre-coups Aftershocks                            |             |          | 26 décembre 1985   | 27 octobre 1988     |
| 144 | 14 | Liens sacrés Unbroken Bonds                         |             |          | 2 janvier 1986     | 28 octobre 1988     |
| 145 | 15 | Un tissu de mensonges Web of Lies                   |             |          | 9 janvier 1986     | 31 octobre 1988     |
| 146 | 16 | La confession The Confession                        |             |          | 16 janvier 1986    | 1er novembre 1988   |
| 147 | 17 | Changements Alterations                             |             |          | 23 janvier 1986    | 2 novembre 1988     |
| 148 | 18 | Ennemis intimes Friendly Ennemies                   |             |          | 30 janvier 1986    | 3 novembre 1988     |
| 149 | 19 | Comment gagner son cœur? The Key to a Woman's Heart |             |          | 6 février 1986     | 4 novembre 1988     |
| 150 | 20 | Un cadeau spécial A Very Spécial Gift               |             |          | 13 février 1986    | 7 novembre 1988     |
| 151 | 21 | A vous pour toujours Irrevocably Yours              |             |          | 20 février 1986    | 8 novembre 1988     |
| 152 | 22 | Études supérieures High School Confidential         |             |          | 6 mars 1986        | 9 novembre 1988     |
| 153 | 23 | Grondements lointains Distant Rumblings             |             |          | 13 mars 1986       | 10 novembre 1988    |
| 154 | 24 | Tel le phénix; Phoenix Rises                        |             |          | 27 mars 1986       | 11 novembre 1988    |
| 155 | 25 | L'héritage The Legacy                               |             |          | 3 avril 1986       | 14 novembre 1988    |
| 156 | 26 | Arsenic et vieilles dentelles Arsenic and Old Waste |             |          | 10 avril 1986      | 15 novembre 1988    |
| 157 | 27 | Mon cœur balance A Change of Heart                  |             |          | 17 avril 1986      | 16 novembre 1988    |
| 158 | 28 | Le gardien de mon frère His Brother's Keeper        |             |          | 1er mai 1986       | 17 novembre 1988    |
| 159 | 29 | Plus dur que l'eau Thicker Than Water               |             |          | 8 mai 1986         | 18 novembre 1988    |
| 160 | 30 | La nuit la plus longue The Longest Night            |             |          | 15 mai 1986        | 21 novembre 1988    |

## Saison 8 (1986-1987)
| №   | #  | Titre francophone et original                              | Réalisation | Scénario | Première diffusion | Diffusion en France |
| --- | -- | ---------------------------------------------------------- | ----------- | -------- | ------------------ | ------------------- |
| 161 | 1  | Disparition Just Disappeared                               |             |          | 18 septembre 1986  | 22 novembre 1988    |
| 162 | 2  | Echos lointains Distant Echoes                             |             |          | 18 septembre 1986  | 23 novembre 1988    |
| 163 | 3  | Réunion Reunion                                            |             |          | 25 septembre 1986  | 24 novembre 1988    |
| 164 | 4  | Tension Past Tense                                         |             |          | 2 octobre 1986     | 25 novembre 1988    |
| 165 | 5  | Combustion Slow Burn                                       |             |          | 9 octobre 1986     | 28 novembre 1988    |
| 166 | 6  | Pour la façade For Appearance's Sake                       |             |          | 16 octobre 1986    | 29 novembre 1988    |
| 167 | 7  | Le plus dur est fait All Over but the Shouting             |             |          | 23 octobre 1986    | 30 novembre 1988    |
| 168 | 8  | Points de friction Pressure Points                         |             |          | 30 octobre 1986    | 1er décembre 1988   |
| 169 | 9  | Mère et frères Brothers and Mothers                        |             |          | 6 novembre 1986    | 2 décembre 1988     |
| 170 | 10 | Au bord du désastre Over the Edge                          |             |          | 13 novembre 1986   | 5 décembre 1988     |
| 171 | 11 | Rebondissements A Turn of Events                           |             |          | 20 novembre 1986   | 6 décembre 1988     |
| 172 | 12 | Ne vous attardez pas Touch and Go                          |             |          | 27 novembre 1986   | 7 décembre 1988     |
| 173 | 13 | L'homme de l'intérieur The Inside Man                      |             |          | 4 décembre 1986    | 8 décembre 1988     |
| 174 | 14 | Cadeaux Gifts                                              |             |          | 11 décembre 1986   | 9 décembre 1988     |
| 175 | 15 | La vérité apparaîtra Truth Will Out                        |             |          | 18 décembre 1987   | 12 décembre 1988    |
| 176 | 16 | Tout s'explique The Unraveling                             |             |          | 1er janvier 1987   | 13 décembre 1988    |
| 177 | 17 | Pas de miracle No Miracle Worker                           |             |          | 8 janvier 1987     | 14 décembre 1988    |
| 178 | 18 | Mon vrai amour My True Love                                |             |          | 15 janvier 1987    | 15 décembre 1988    |
| 179 | 19 | A malin, malin et demi Never Trick a Trickster             |             |          | 22 janvier 1987    | 16 décembre 1988    |
| 180 | 20 | Un plan d'action A Plan of Action                          |             |          | 5 février 1987     | 19 décembre 1988    |
| 181 | 21 | Le dernier Survival of the Fittest                         |             |          | 12 février 1987    | 20 décembre 1988    |
| 182 | 22 | Deuil In Mourning                                          |             |          | 19 février 1987    | 21 décembre 1988    |
| 183 | 23 | Cauchemar Nightmare                                        |             |          | 5 mars 1987        | 22 décembre 1988    |
| 184 | 24 | De bons voisins Neighborly Conduct                         |             |          | 12 mars 1987       | 23 décembre 1988    |
| 185 | 25 | Combinaisons mortelles Deadly Combination                  |             |          | 26 mars 1987       | 26 décembre 1988    |
| 186 | 26 | Notre secret Our Secret                                    |             |          | 2 avril 1987       | 27 décembre 1988    |
| 187 | 27 | Rupture Breakup                                            |             |          | 9 avril 1987       | 28 décembre 1988    |
| 188 | 28 | Conseils paternels Parental Guidance                       |             |          | 30 avril 1987      | 29 décembre 1988    |
| 189 | 29 | À manier avec précaution Do Not Fold, Spindle, or Mutilate |             |          | 7 mai 1987         | 30 décembre 1988    |
| 190 | 30 | Des relations solides Cement the Relationship              |             |          | 14 mai 1987        | 2 janvier 1989      |

## Saison 9 (1987-1988)
| №   | #  | Titre francophone et original                  | Réalisation | Scénario | Première diffusion | Diffusion en France |
| --- | -- | ---------------------------------------------- | ----------- | -------- | ------------------ | ------------------- |
| 191 | 1  | Un petit bouquet de fleurs Missing Persons     |             |          | 24 septembre 1987  | 3 janvier 1989      |
| 192 | 2  | Le problème avec Peter The Trouble With Peter  |             |          | 1er octobre 1987   | 4 janvier 1989      |
| 193 | 3  | Sous pression Under Pressure                   |             |          | 8 octobre 1987     | 5 janvier 1989      |
| 194 | 4  | Demi-vérités Half Truths                       |             |          | 15 octobre 1987    | 6 janvier 1989      |
| 195 | 5  | Des sourires There are Smiles                  |             |          | 22 octobre 1987    | 9 janvier 1989      |
| 196 | 6  | Le don de la vie The Gift of Live              |             |          | 29 octobre 1987    | 10 janvier 1989     |
| 197 | 7  | Mon oncle Say Uncle                            |             |          | 5 novembre 1987    | 11 janvier 1989     |
| 198 | 8  | Bons baisers Love In                           |             |          | 12 novembre 1987   | 12 janvier 1989     |
| 199 | 9  | Une bagarre de plus Flight of the Sunbirds     |             |          | 19 novembre 1987   | 13 janvier 1989     |
| 200 | 10 | Tumultes(1) Noises Everywhere (part 1)         |             |          | 3 décembre 1987    | 16 janvier 1989     |
| 201 | 11 | Tumultes (2) Noises Everywhere (part 2)        |             |          | 10 décembre 1987   | 17 janvier 1989     |
| 202 | 12 | Un temps mort Weak Moment                      |             |          | 17 décembre 1987   | 18 janvier 1989     |
| 203 | 13 | Jusqu’à vendredi Only 'til Friday              |             |          | 7 janvier 1988     | 19 janvier 1989     |
| 204 | 14 | Les liens qui se nouent Ties that Bind         |             |          | 14 janvier 1988    | 20 janvier 1989     |
| 205 | 15 | Une petite proposition Another Modest Proposal |             |          | 21 janvier 1988    | 23 janvier 1989     |
| 206 | 16 | Alors quoi? If Not Now, When?                  |             |          | 28 janvier 1988    | 24 janvier 1989     |
| 207 | 17 | (Tout au fond In too Deep                      |             |          | 4 février 1988     | 25 janvier 1989     |
| 208 | 18 | La mariée timide The Blushing Bride            |             |          | 11 février 1988    | 26 janvier 1989     |
| 209 | 19 | Légalement mariés Lawfully Wedded              |             |          | 18 février 1988    | 27 janvier 1989     |
| 210 | 20 | De beaux bébés Bouncing Babies                 |             |          | 25 février 1988    | 30 janvier 1989     |
| 211 | 21 | Une course loyale A Fair Race                  |             |          | 3 mars 1988        | 31 janvier 1989     |
| 212 | 22 | Témoignage Full Disclosure                     |             |          | 10 mars 1988       | 1er février 1989    |
| 213 | 23 | La lettre Her Letter                           |             |          | 24 mars 1988       | 2 février 1989      |
| 214 | 24 | Maman sait tout Mother Knows Best              |             |          | 31 mars 1988       | 3 février 1989      |
| 215 | 25 | Changements With a Heavy Heart                 |             |          | 7 avril 1988       | 6 février 1989      |
| 216 | 26 | Bien mérité Just Desserts                      |             |          | 14 avril 1988      | 7 février 1989      |
| 217 | 27 | La découverte Discovery                        |             |          | 28 avril 1988      | 8 février 1989      |
| 218 | 28 | Un bon alibi The Perfect Alibi                 |             |          | 5 mai 1988         | 9 février 1989      |
| 219 | 29 | Un crime parfait The Perfect Crime             |             |          | 12 mai 1988        | 10 février 1989     |

## Saison 10 (1988-1989)
| №   | #  | Titre francophone et original                                                | Réalisation | Scénario | Première diffusion | Diffusion en France |
| --- | -- | ---------------------------------------------------------------------------- | ----------- | -------- | ------------------ | ------------------- |
| 220 | 1  | Suicide Suicidal                                                             |             |          | 27 octobre 1988    | 4 février 1990      |
| 221 | 2  | La limite Borderline                                                         |             |          | 3 novembre 1988    | 11 février 1990     |
| 222 | 3  | Abandon Deserted                                                             |             |          | 10 novembre 1988   | 18 février 1990     |
| 223 | 4  | Drôle de jeu The Pick-Up Game                                                |             |          | 24 novembre 1988   | 25 février 1990     |
| 224 | 5  | Violence et passion Sex and Violence                                         |             |          | 1er décembre 1988  | 4 mars 1990         |
| 225 | 6  | Escapade A Weekend Getaway                                                   |             |          | 8 décembre 1988    | 11 mars 1990        |
| 226 | 7  | Chemin dangereux The Briar Patch                                             |             |          | 15 décembre 1988   | 18 mars 1990        |
| 227 | 8  | Un bel amour A Fine Romance                                                  |             |          | 29 décembre 1988   | 25 mars 1990        |
| 228 | 9  | Une splendeur A Many Splendored Thing                                        |             |          | 5 janvier 1988     | 1er avril 1990      |
| 229 | 10 | Figure Cabin Fever                                                           |             |          | 12 janvier 1989    | 8 avril 1990        |
| 230 | 11 | Union au paradis Merger Made in Heaven                                       |             |          | 19 janvier 1989    | 15 avril 1990       |
| 231 | 12 | Rencontre à la bibliothèque Mrs. Peacock in the Library with the Lead Pipe   |             |          | 26 janvier 1989    | 22 avril 1990       |
| 232 | 13 | L'enquête commence Colonel Mustard in the Conservatory with a Wrench         |             |          | 2 février 1989     | 29 avril 1990       |
| 233 | 14 | Dans le noir Without a Clue                                                  |             |          | 9 février 1989     | 6 mai 1990          |
| 234 | 15 | Allô docteur The Spin Doctor                                                 |             |          | 16 février 1989    | 20 mai 1990         |
| 235 | 16 | Pauvre Jill Poor Jill                                                        |             |          | 23 février 1989    | 3 juin 1990         |
| 236 | 17 | Urgence Double Jeopardy                                                      |             |          | 2 mars 1989        | 10 juin 1990        |
| 237 | 18 | Une erreur mortelle A Grave Misunderstanding                                 |             |          | 9 mars 1989        | 17 juin 1990        |
| 238 | 19 | Coupable avant d'être reconnu innocent Guilty Until Proven Innocent          |             |          | 16 mars 1989       | 24 juin 1990        |
| 239 | 20 | L'amour, toujours l'amour Birds Do It, Bees Do It                            |             |          | 23 mars 1989       | 1er juillet 1990    |
| 240 | 21 | Le septième ciel Giganticus II: Aka Elevator Dreams                          |             |          | 30 mars 1989       | 8 juillet 1990      |
| 241 | 22 | Code secret M Dial M for Murder                                              |             |          | 6 avril 1989       | 15 juillet 1990     |
| 242 | 23 | Les amis c'est fait pour ça That's What Friends are For                      |             |          | 13 avril 1989      | 22 juillet 1990     |
| 243 | 24 | Heure H, Jour J The Perfect Opportunity                                      |             |          | 27 avril 1989      | 29 juillet 1990     |
| 244 | 25 | Au bout de la route Straight Down the Line                                   |             |          | 4 mai 1989         | 5 aout 1990         |
| 245 | 26 | Tout feu, tout flamme The Heat of Passion                                    |             |          | 11 mai 1989        | 12 aout 1990        |
| 246 | 27 | La dernière chance (1) Down Came the Rain and Washed the Spider Out (part 1) |             |          | 18 mai 1989        | 12 aout 1990        |
| 247 | 28 | La dernière chance (2) Down Came the Rain and Washed the Spider Out (part 2) |             |          | 18 mai 1989        | 26 aout 1990        |

## Saison 11 (1989-1990)
| №   | #  | Titre francophone et original                                  | Réalisation | Scénario | Première diffusion | Diffusion en France |
| --- | -- | -------------------------------------------------------------- | ----------- | -------- | ------------------ | ------------------- |
| 248 | 1  | Et c'est reparti Up the Spout Again                            |             |          | 28 septembre 1989  | 16 septembre 1990   |
| 249 | 2  | Curieuse justice Poetic Justice                                |             |          | 5 octobre 1989     | 7 octobre 1990      |
| 250 | 3  | Le prince charmant Prince Charming                             |             |          | 12 octobre 1989    | 14 octobre 1990     |
| 251 | 4  | D'extrême justesse Close Call                                  |             |          | 19 octobre 1989    | 21 octobre 1990     |
| 252 | 5  | Au mieux des intérêts Best Interests                           |             |          | 26 octobre 1989    | 28 octobre 1990     |
| 253 | 6  | Pousser n'est pas jouer When Push Comes to Shove               |             |          | 2 novembre 1989    | 4 novembre 1990     |
| 254 | 7  | Messages intervertis Mixed Messages                            |             |          | 9 novembre 1989    | 11 novembre 1990    |
| 255 | 8  | Des gens biens The Good Guys                                   |             |          | 16 novembre 1989   | 18 novembre 1990    |
| 256 | 9  | Des couples parfaits Perfect Couples                           |             |          | 30 novembre 1989   | 25 novembre 1990    |
| 257 | 10 | Ne pas se fier aux apparences Never Judge a Book by it's Cover |             |          | 7 décembre 1989    | 2 décembre 1990     |
| 258 | 11 | Deux fois c'est trop Twice Victim                              |             |          | 14 décembre 1989   | 9 décembre 1990     |
| 259 | 12 | Ça c'est la fête What a Swell Party This Is                    |             |          | 21 décembre 1989   | 16 décembre 1990    |
| 260 | 13 | Mon cher frère Oh Brother                                      |             |          | 4 janvier 1990     | 23 décembre 1990    |
| 261 | 14 | Une longue route Road Trip                                     |             |          | 11 janvier 1990    | 30 décembre 1990    |
| 262 | 15 | Mon premier amour My Firstborn                                 |             |          | 18 janvier 1990    | 27 avril 1992       |
| 263 | 16 | Hors de tout contrôle Out of Control                           |             |          | 25 janvier 1990    | 28 avril 1992       |
| 264 | 17 | Ma balle My Bullet                                             |             |          | 1er février 1990   | 30 avril 1992       |
| 265 | 18 | Un effet sournois The Ripple Effect                            |             |          | 8 février 1990     | 4 mai 1992          |
| 266 | 19 | Le violeur grimé The Grim Reaper                               |             |          | 15 février 1990    | 5 mai 1992          |
| 267 | 20 | Erreur fatale Wrong for Each Other                             |             |          | 25 février 1990    | 7 mai 1992          |
| 268 | 21 | Péril à la une Good News, Bad News                             |             |          | 1er mars 1990      | 11 mai 1992         |
| 269 | 22 | Mi-ange, mi-démon Devil on My Shoulder                         |             |          | 8 mars 1990        | 12 mai 1992         |
| 270 | 23 | Qu'on est bien chez soi Home Sweet Home                        |             |          | 15 mars 1990       | 14 mai 1992         |
| 271 | 24 | Ce n'est qu'un début Only Just Begun                           |             |          | 29 mars 1990       | 15 mai 1992         |
| 272 | 25 | Le reproche The One to Blame                                   |             |          | 5 avril 1990       | 18 mai 1992         |
| 273 | 26 | Un amour fluctuant My Love Always                              |             |          | 26 avril 1990      | 19 mai 1992         |
| 274 | 27 | Si je pouvais mourir If I Die Before I Wake                    |             |          | 3 mai 1990         | 21 mai 1992         |
| 275 | 28 | Les admirateurs The Fan Club                                   |             |          | 10 mai 1990        | 22 mai 1992         |
| 276 | 29 | Si on se mariait Let's Get Married                             |             |          | 17 mai 1990        | 25 mai 1992         |

## Saison 12 (1990-1991)
| №   | #  | Titre francophone et original                                  | Réalisation | Scénario | Première diffusion | Diffusion en France |
| --- | -- | -------------------------------------------------------------- | ----------- | -------- | ------------------ | ------------------- |
| 277 | 1  | Les retours qui planent Return Engagement                      |             |          | 13 septembre 1990  | 25 mai 1992         |
| 278 | 2  | Explications houleuses Blind Side                              |             |          | 20 septembre 1990  | 1er juin 1992       |
| 279 | 3  | Ainsi soit-il God Will                                         |             |          | 27 septembre 1990  | 2 juin 1992         |
| 280 | 4  | Pas permis d'inhumer Dead but Not Buried (part 1)              |             |          | 18 octobre 1990    | 4 juin 1992         |
| 281 | 5  | On ne sait jamais Dead but Not Buried (part 2)                 |             |          | 25 octobre 1990    | 5 juin 1992         |
| 282 | 6  | Appelez-moi Nick You Can Call Me Nick                          |             |          | 1er novembre 1990  | 9 juin 1992         |
| 283 | 7  | On ne fait pas de fumée sans feu Do Not Attempt to Remove      |             |          | 8 novembre 1990    | 11 juin 1992        |
| 284 | 8  | Fiançailles inattendues The Best Laid Plans                    |             |          | 15 novembre 1990   | 12 juin 1992        |
| 285 | 9  | Compte sur moi Side by Side                                    |             |          | 29 novembre 1990   | 15 juin 1992        |
| 286 | 10 | La belle et la bête The Lady or the Tiger                      |             |          | 6 décembre 1990    | 16 juin 1992        |
| 287 | 11 | Meilleurs vœux de bonheur Asked to Rise                        |             |          | 13 décembre 1990   | 18 juin 1992        |
| 288 | 12 | Joyeux Noël A Merry Litle Christmas                            |             |          | 20 décembre 1990   | 19 juin 1992        |
| 289 | 13 | Le remords The Unknown                                         |             |          | 3 janvier 1991     | 22 juin 1992        |
| 290 | 14 | Contretemps et disparition Simmer                              |             |          | 10 janvier 1991    | 23 juin 1992        |
| 291 | 15 | Cas de conscience A Sense of Urgency                           |             |          | 17 janvier 1991    | 25 juin 1992        |
| 292 | 16 | Je serai toujours là pour toi Always on Your Side              |             |          | 7 février 1991     | 26 juin 1992        |
| 293 | 17 | Le verdict In the Dog House                                    |             |          | 14 février 1991    | 29 juin 1992        |
| 294 | 18 | Appelle-moi Dimitri Call Me Dimitri                            |             |          | 21 février 1991    | 30 juin 1992        |
| 295 | 19 | La poupée Bad Dog                                              |             |          | 28 février 1991    | 1er juillet 1992    |
| 296 | 20 | La blonde et la microfiche Gone Microfiching                   |             |          | 7 mars 1991        | 2 juillet 1992      |
| 297 | 21 | Les chemins de la réussite Good Upwardly Mobile                |             |          | 28 mars 1991       | 3 juillet 1992      |
| 298 | 22 | L'Amérique et ses héros An American Hero                       |             |          | 4 avril 1991       | 6 juillet 1992      |
| 299 | 23 | Un testament qui ne ment pas Where There's Will, There's a Way |             |          | 11 avril 1991      | 7 juillet 1992      |
| 300 | 24 | Les jeux de l'amour The Last One Out                           |             |          | 25 avril 1991      | 8 juillet 1992      |
| 301 | 25 | Un nouveau départ A Horse is a Horse                           |             |          | 2 mai 1991         | 9 juillet 1992      |
| 302 | 26 | Arrêt sur image Play, Pause, Search                            |             |          | 16 mai 1991        | 10 juillet 1992     |
| 303 | 27 | La chambre de Monsieur Johnston ne répond plus Dead Skunk      |             |          | 16 mai 1991        | 15 juillet 1992     |

## Saison 13 (1991-1992)
| №   | #  | Titre francophone et original                          | Réalisation | Scénario | Première diffusion | Diffusion en France |
| --- | -- | ------------------------------------------------------ | ----------- | -------- | ------------------ | ------------------- |
| 304 | 1  | Une vérité qui fait peur The Gun Also Rises            |             |          | 12 septembre 1991  | 16 juillet 1992     |
| 305 | 2  | Question-réponse The Question Game                     |             |          | 19 septembre 1991  | 17 juillet 1992     |
| 306 | 3  | Le creux de la vague Eye of the Beholder               |             |          | 26 septembre 1991  | 20 juillet 1992     |
| 307 | 4  | Claudia I, Claudia                                     |             |          | 3 octobre 1991     | 21 juillet 1992     |
| 308 | 5  | Réconciliation Home Again, Home Again                  |             |          | 10 octobre 1991    | 22 juillet 1992     |
| 309 | 6  | Le travail et le plaisir Business with Pleasure        |             |          | 7 novembre 1991    | 23 juillet 1992     |
| 310 | 7  | Tentatives de reconquête 1,001 Nights of Anne Matheson |             |          | 14 novembre 1991   | 24 juillet 1992     |
| 311 | 8  | Maldone House of Cards                                 |             |          | 21 novembre 1991   | 27 juillet 1992     |
| 312 | 9  | Victoria a un secret Victoria's Secret                 |             |          | 5 décembre 1991    | 28 juillet 1992     |
| 313 | 10 | Perdu en mer Lost of Sea                               |             |          | 12 décembre 1991   | 29 juillet 1992     |
| 314 | 11 | En attendant le Père Noël Holiday on Ice               |             |          | 19 décembre 1991   | 30 juillet 1992     |
| 315 | 12 | Question d'équilibre And the Walls Came Tumbling Down  |             |          | 2 janvier 1992     | 31 juillet 1992     |
| 316 | 13 | Des rêves qui tombent à l'eau The Torrents of Winter   |             |          | 9 janvier 1992     | 3 aout 1992         |
| 317 | 14 | Les jeux sont faits Fair Warning                       |             |          | 16 janvier 1992    | 4 aout 1992         |
| 318 | 15 | Fatalisme Letting Go                                   |             |          | 23 janvier 1992    | 5 aout 1992         |
| 319 | 16 | Les grandes traditions Baths and Showers               |             |          | 30 janvier 1992    | 6 aout 1992         |
| 320 | 17 | Négation Denials                                       |             |          | 6 février 1992     | 7 aout 1992         |
| 321 | 18 | Hymne à l'amour Dedicated to the One I Love            |             |          | 27 février 1992    | 10 aout 1992        |
| 322 | 19 | Tribulations Trials and Tribulations                   |             |          | 5 mars 1992        | 11 aout 1992        |
| 323 | 20 | Naufrage Sea of Love                                   |             |          | 12 mars 1992       | 12 aout 1992        |
| 324 | 21 | Est-ce que tu m'aimes encore? Do You Love Me?          |             |          | 2 avril 1992       | 13 aout 1992        |
| 325 | 22 | La petite fille et son secret Little Girl Lost         |             |          | 9 avril 1992       | 14 aout 1992        |

## Saison 14 (1992-1993)
| №   | #  | Titre francophone et original                     | Réalisation | Scénario | Première diffusion | Diffusion en France |
| --- | -- | ------------------------------------------------- | ----------- | -------- | ------------------ | ------------------- |
| 326 | 1  | Meg a disparu Found and Lost                      |             |          | 29 octobre 1992    | 19 janvier 1995     |
| 327 | 2  | Un étrange amour Lowers and Other Strangers       |             |          | 5 novembre 1992    | 20 janvier 1995     |
| 328 | 3  | Rêve d'enfant The Children's Hour                 |             |          | 12 novembre 1992   | 20 janvier 1995     |
| 329 | 4  | Au secours Rescue Me                              |             |          | 19 novembre 1992   | 23 janvier 1995     |
| 330 | 5  | A l'amour, à la mort Love and Death               |             |          | 3 décembre 1992    | 23 janvier 1995     |
| 331 | 6  | Le prix de la vie) The Price                      |             |          | 10 décembre 1992   | 24 janvier 1995     |
| 332 | 7  | Adieu mon amour Bye, Bye Love                     |             |          | 17 décembre 1992   | 24 janvier 1995     |
| 333 | 8  | La mort au bout du film TA Death in the Familly   |             |          | 7 janvier 1993     | 26 janvier 1995     |
| 334 | 9  | La cassette de Mary Poppins Some Like it Hot      |             |          | 14 janvier 1993    | 26 janvier 1995     |
| 335 | 10 | Celui qu'on attend The Invisible Man              |             |          | 21 janvier 1993    | 27 janvier 1995     |
| 336 | 11 | La fuite The Getaway                              |             |          | 28 janvier 1993    | 27 janvier 1995     |
| 337 | 12 | Le sursis Call Waiting                            |             |          | 4 février 1993     | 30 janvier 1995     |
| 338 | 13 | Adieu ma belle Farewell, My Lovely                |             |          | 11 février 1993    | 30 janvier 1995     |
| 339 | 14 | Les meilleurs amis The Way Things Were            |             |          | 18 février 1993    | 31 janvier 1995     |
| 340 | 15 | Conflit d'intérêts Hints and Evasions             |             |          | 25 février 1993    | 31 janvier 1995     |
| 341 | 16 | Mon royaume pour un cheval My Kingdom for a Horse |             |          | 4 mars 1993        | 2 février 1995      |
| 342 | 17 | L'assassin est parmi nous Day of the Assassin     |             |          | 11 mars 1993       | 2 février 1995      |
| 343 | 18 | Le passé retrouvé (1) Just Like Old Times part 1  |             |          | 13 mai 1993        | 3 février 1995      |
| 344 | 19 | Le passé retrouvé (2) Just Like Old Times part 2  |             |          | 13 mai 1993        | 3 février 1995      |

## Téléfilms
Un téléfilm ayant pour titre Retour sur la côte ouest (Back to the cul-de-sac) a été tourné et diffusé en deux parties le 7 et 9 mai 1997 aux États-Unis et le 11 et 12 octobre 2001 en France.